# Hövitsman
Hövitsman (förr även Hövidsman) var under senmedeltiden och 1500-talet den vanligaste titeln på en militär befälhavare. Sedan har begreppet diversifierats och använts som beteckning även på andra personer, i någon form av tillsynsbefattning eller befattning som administrativ eller förvaltande chef. Till exempel har titeln använts för administrativa/förvaltande chefer över slott som Kalmar slott eller annars för befälhavare på kronans befästa borgar. 
Namnet kommer troligen från huvudman (jämför tyska Hauptmann, fornsvenska hovudsman och det ursprungliga medellågtyska hövetman). Gustav Vasa kallade sig hövitsman över riket i betydelsen riksföreståndare innan han blev vald till kung. 
Krigshövitsmän används som beteckning på generaler eller befälhavare, eller skeppshövitsmän som beteckning på amiraler. Orden kan även användas som synonym till huvudman för en ätt.
I de flesta äldre bibelöversättningar används hövitsman synonymt med romerska officerare i kommendantposition.

## Rikshövitsmän
- Mats Kettilmundsson, rikshövitsman 1318–1319
- Krister Nilsson (Vasa), rikshövitsman 1436
- Sten Sture den äldre